# Aracely Arámbula
Aracely Arámbula Jaques (ur. 6 marca 1975 w Chihuahua, Chihuahua, Meksyk) – meksykańska aktorka i piosenkarka. 
Była związana z Luisem Miguelem. Mają dwóch synów: Miguela (ur. 1 stycznia 2007 r.) i Daniela (ur. 18 grudnia 2008). 
W 2012 roku aktorka i Sebastián Rulli wzięli ślub w Las Vegas, ale ich małżeństwo nie jest ważne w Meksyku. We wrześniu 2013 Sebastian Rulli poinformował za pomocą swojego profilu na portalu społecznościowym Twitter, że para rozstała się, a żadne z nich nie chce komentować powodów rozstania.

## Filmografia
- La Doña (sezon 1-2) (2016-2017,2019)
- Los Miserables (2014-2015)
- La Patrona (2012-2013)
- Dzikie serce (Corazón salvaje) (2009)
- Ścieżki miłości (Las vías del amor) (2002)
- W niewoli uczuć (Abrázame muy fuerte) (2000)
- Alma rebelde (1999)
- Soñadoras (1998)
- Rencor apasionado (1998)
- El alma no tiene color (1997)
- Diabelska miłość (Pueblo chico, infierno grande) (1997)
- Canción de amor (1996)
- Cañaveral de pasiones (1996)
- Acapulco, cuerpo y alma (1995)
- Prisionera de amor (1994)

## Dyskografia
- Solo Tuya (2002)
- Sexy (2005)
- Linea De Oro (2007)